# Ochodaeus nigricollis
Ochodaeus nigricollis là một loài bọ cánh cứng trong họ Ochodaeidae. Loài này được Heller miêu tả khoa học đầu tiên năm 1914.